# Przedecz
Przedecz (deutsch Moosburg, 1943–1945 Moosburg (Wartheland)) ist eine Stadt und Sitz der gleichnamigen Stadt-und-Land-Gemeinde in Polen. Der Ort liegt im Powiat Kolski der Woiwodschaft Großpolen. Der deutsche Name Moosburg ist eine mittelalterliche Ortsbezeichnung und bezieht sich auf eine an diesem Ort errichtete hölzerne Wasserburg des deutschen Ordens.

## Gliederung
Zur Stadt-und-Land-Gemeinde Przedecz gehören neben der Stadt weitere Dörfer mit Schulzenämtern.

## Ordensburg Moosburg
Von der alten Wasserburg des Deutschen Ordens blieben Teile oder Nachfolgebauten erhalten.

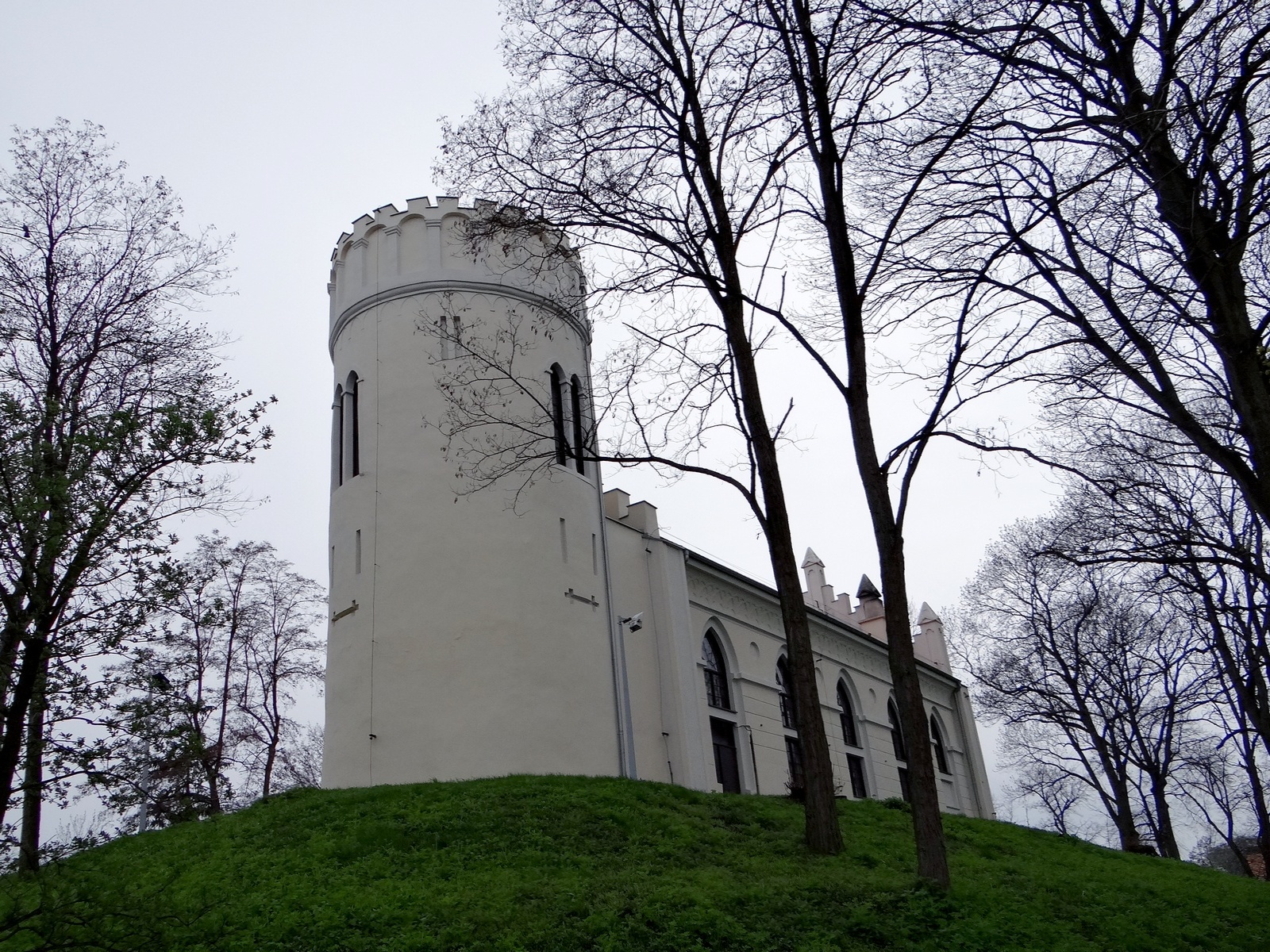
Schloss Moosburg, Bild 1
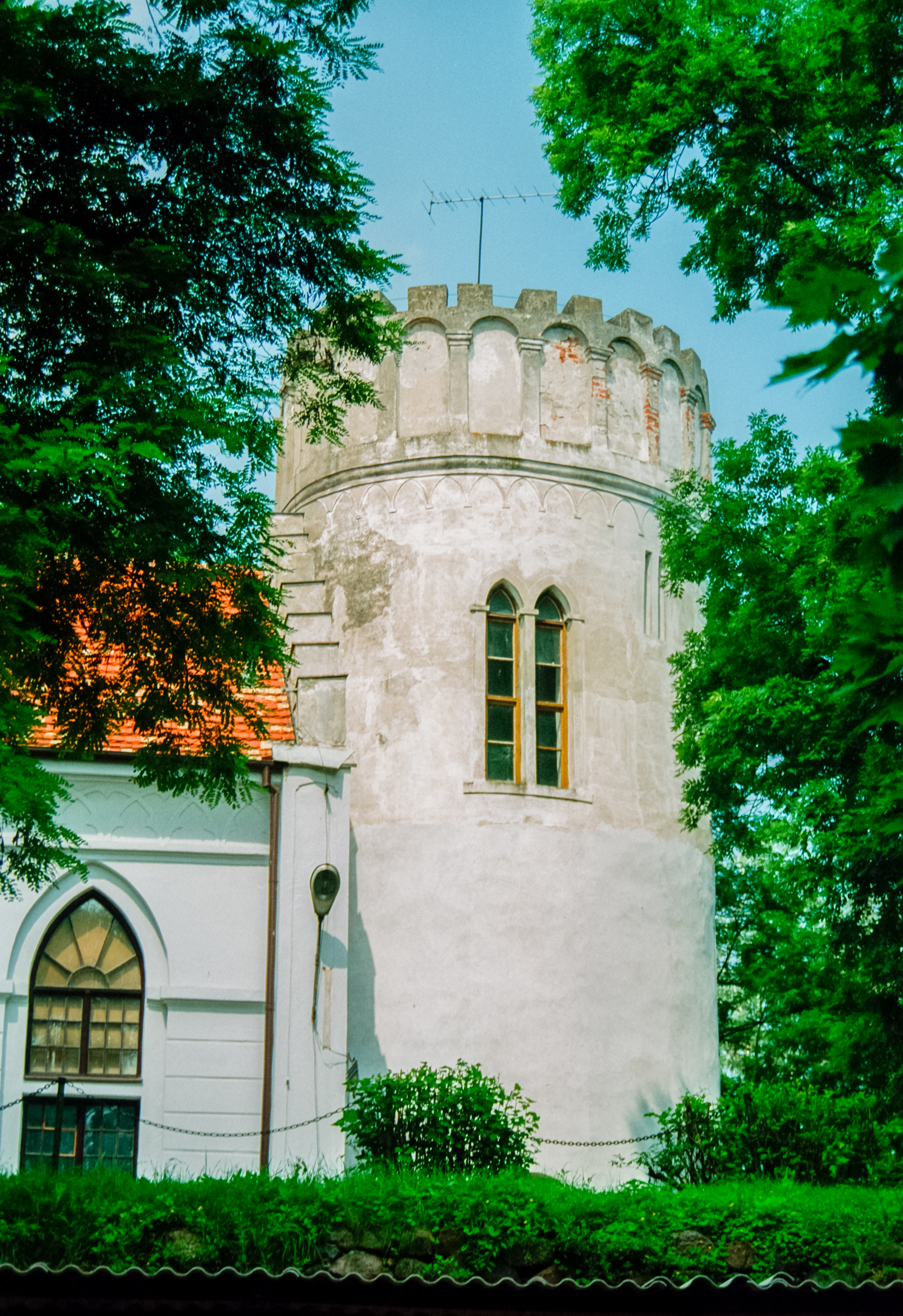
Schloss Moosburg, Bild 2
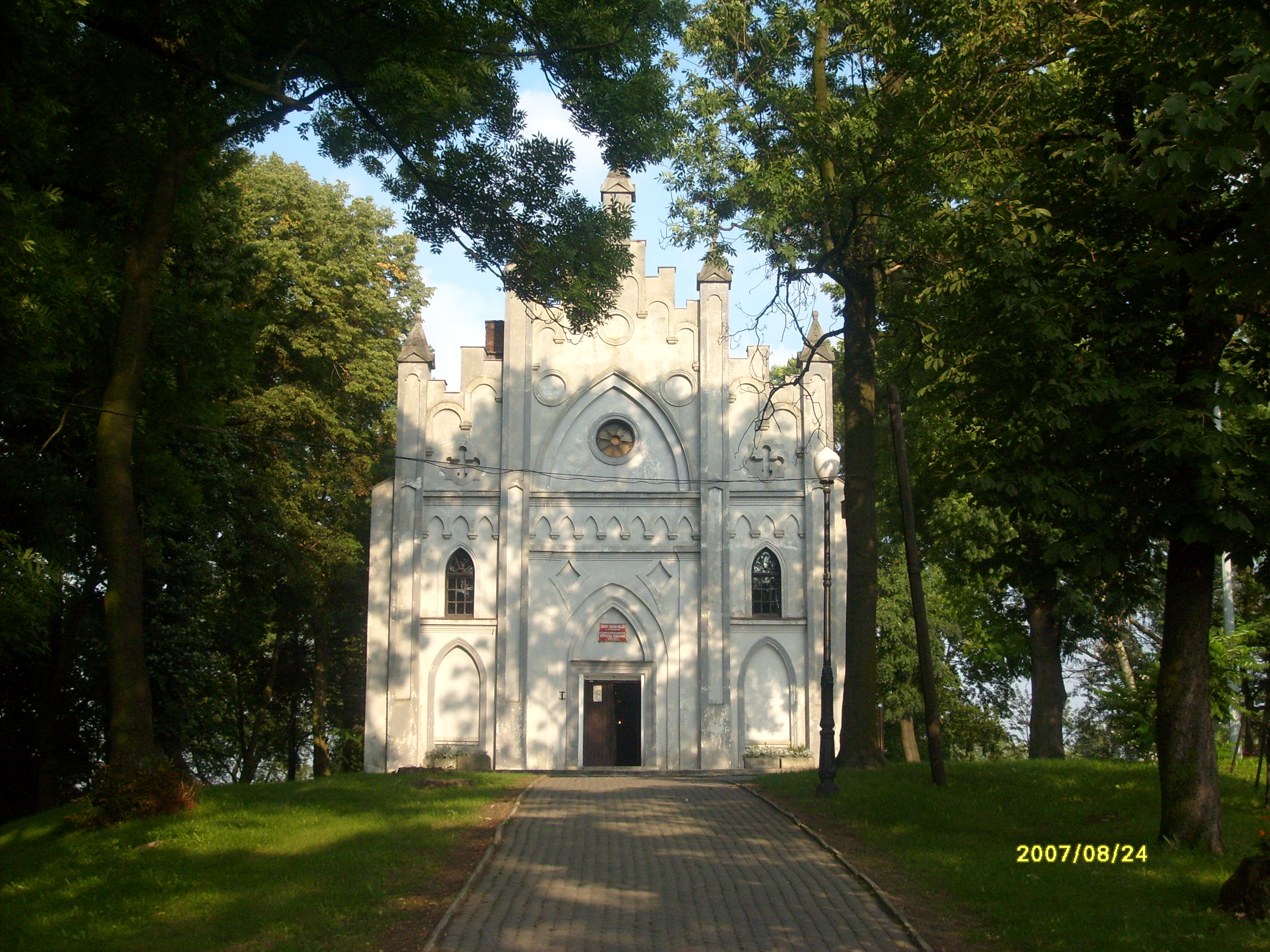
Schloss Moosburg, Bild 3

## Persönlichkeiten
- Ireneusz Niewiarowski (* 1953), Politiker